# Tommy Defendi
Tommy Defendi (ur. 30 czerwca 1989 w Chicago) – amerykański aktor pornograficzny i model.

## Życiorys

### Rodzina i edukacja
Urodził się w Chicago w stanie Illinois. Dorastał na przedmieściach Melrose Park.
W 2007 ukończył szkołę średnią w Northlake, gdzie grał w futbol amerykański na pozycji wide receiver i baseball jako miotacz.

### Kariera
Był striptizerem w Spin Nightclub w Chicago i uczestniczył w Stonewall Street Festival “Growl” w Fort Lauderdale, kiedy zamieścił ogłoszenie w craigslist i podjął pracę jako model FabScout Entertainment.
Zanim został odkryty przez przedstawiciela CockyBoys i zadebiutował w gejowskiej branży porno, nigdy nie miał stosunku seksualnego z mężczyznami. Pierwszą scenę nagrał z Sethem Lyonsem dla serwisu CollegeDudes247, a następnie podpisał kontrakt na wyłączność z Suite703.com. W grudniu 2008 jego zdjęcia zostały opublikowane w magazynie „Freshman”. W kolejnych latach pojawił się w filmach pornograficznych produkowanych przez wytwórnie filmowe: CockyBoys, Raging Stallion Store, FabScout, Men.com, Hot House Studios, Helix Studios, Rent.com, Icon Male czy Icon Male. Pracował dla większości dużych firm i stron internetowych jako uniwersalny gejowski aktor porno – pasyw lub aktyw. Jednym z jego ekranowych partnerów był Damien Crosse.
Gościł w programach: Project GoGo Boys (2012) i The Naughty Show (2013).
W 2013 zdobył nagrodę Grabby w kategorii „najgorętszy penis”. W 2014 podczas gali wręczenia nagród Hookie Awards otrzymał tytuł najlepszej gwiazdy porno. W marcu tego samego roku zwyciężył w plebiscycie „gwiazda gejowskiej branży porno” ogłoszonym przez hiszpański portal 20minutos.es, a w lipcu 2015 znalazł się na czwartym miejscu w ogłoszonym przez tenże portal rankingu „najseksowniejsza gejowska gwiazda porno”. W maju 2015 zajął 19. miejsce w plebiscycie „najgorętsza gejowska gwiazda porno na Instagramie” przygotowanym przez redakcję serwisu The Daily Dot. W 2015 odebrał nagrodę Grabby dla najlepszego aktora drugoplanowego za rolę w Dirty Rascals (2014). Trafił na okładkę kalendarza „The Buckshot’s Boys” wydanego przez Colt Studio na rok 2020.
W czerwcu i lipcu 2020 według Adult Entertainment Broadcast Network fraza „Tommy Defendi” była najczęściej wyszukiwanym hasłem wśród aktorów porno w Meksyku. 

## Życie prywatne
Jest biseksualistą. 8 września 2019 w Baraga w Michigan poślubił Ashley Carlin Theis, znaną jako aktorka porno Ash Hollywood, którą poznał 24 maja 2014.
Kilkukrotnie zmieniał miejsce zamieszkania; mieszkał na Florydzie, w Kalifornii i Nowym Jorku, a także w Las Vegas. Osiedlił się w San Diego i podjął pracę jako DJ i producent muzyczny. Był uzależniony od alkoholu i narkotyków, nałogi porzucił 5 października 2015.
W 2011 wziął udział w kampanii reklamowej na rzecz adopcji zwierząt domowych w schroniskach dla bezdomnych zwierząt, zorganizowanej przez stronę poświęconą produktom erotycznym Adult Factory Outlet (AFO) we współpracy z organizacją zajmującą się ratowaniem bezpańskich psów, o nazwie Life4Paws. 
Redaktor „BuzzFeed” zauważył podobieństwo fizyczne do Jamiego Dornana, odtwórcy tytułowej roli Pięćdziesiąt twarzy Greya.
W lutym 2020 podjął pracę jako specjalista ds. strategii rozwoju biznesu i projektów w HeartCore Worx w San Diego w Kalifornii.

## Nagrody i nominacje
| Rok  | Nagroda                            | Kategoria                                           | Film                          | Inni wykonawcy                  | Rezultat  |
| ---- | ---------------------------------- | --------------------------------------------------- | ----------------------------- | ------------------------------- | --------- |
| 2010 | GayVN Award                        | Internetowy wykonawca roku                          | -                             | -                               | Nominacja |
| 2010 | Grabby Award                       | Najlepszy wykonawca uniwersalny                     | –                             | –                               | Nominacja |
| 2011 | Grabby Award                       | Najlepszy wykonawca uniwersalny                     | –                             | –                               | Nominacja |
| 2011 | XBIZ Award                         | Gejowski wykonawca roku                             | –                             | –                               | Nominacja |
| 2012 | Grabby Award                       | Wykonawca roku                                      | –                             | –                               | Nominacja |
| 2012 | Grabby Award                       | Najlepszy trójkąt                                   | Cowboys Part Two (2012)       | Chris Porter i Colby Keller     | Nominacja |
| 2012 | Grabby Award                       | Najgorętszy penis                                   | –                             | –                               | Nominacja |
| 2012 | Grabby Award                       | Najlepszy aktor uniwersalny                         | –                             | –                               | Nominacja |
| 2012 | Hookies International Escort Award | Najlepszy aktyw                                     | –                             | –                               | Wygrana   |
| 2013 | Grabby Award                       | Najgorętszy penis                                   | –                             | –                               | Wygrana   |
| 2013 | Grabby Award                       | Najgorętszy aktyw                                   | –                             | –                               | Nominacja |
| 2013 | Grabby Award                       | Najlepsza scena grupowa                             | Project GoGo Boys (2012)      | Sebastian Young i Seth Knight   | Nominacja |
| 2013 | Grabby Award                       | Wykonawca roku                                      | –                             | –                               | Nominacja |
| 2013 | Grabby Award                       | Internetowy wykonawca roku                          | –                             | –                               | Nominacja |
| 2013 | Hookies International Escort Award | Najlepszy gwiazda porno eskortowana                 | –                             | –                               | Nominacja |
| 2014 | XBIZ Award                         | Gejowski wykonawca roku                             | –                             | –                               | Nominacja |
| 2014 | Hookies International Escort Award | Najlepsza gwiazda porno eskortowana                 | –                             | –                               | Wygrana   |
| 2014 | Grabby Awards                      | Najlepszy uniwersalny wykonawca                     | –                             | –                               | Nominacja |
| 2014 | Grabby Awards                      | Najgorętszy aktyw                                   | –                             | –                               | Nominacja |
| 2014 | Grabby Awards                      | Najlepszy duet                                      | Timberwolves (2013)           | Adam Ramzi                      | Nominacja |
| 2014 | Grabby Awards                      | Wykonawca roku                                      | –                             | –                               | Nominacja |
| 2015 | Pink X Gay Video Awards            | Najlepsza scena grupowa                             | Massive New York Cocks (2014) | Duncan Black i Darius Ferdynand | Nominacja |
| 2015 | Grabby Award                       | Najlepszy aktor drugoplanowy                        | Dirty Rascals (2014)          | –                               | Wygrana   |
| 2015 | Grabby Award                       | Najlepszy duet                                      | Dirty Rascals (2014)          | Dato Foland                     | Nominacja |
| 2015 | Grabby Award                       | Najgorętszy aktyw                                   | –                             | –                               | Nominacja |
| 2015 | Grabby Award                       | Najgorętszy penis                                   | –                             | –                               | Nominacja |
| 2015 | Grabby Award                       | Wykonawca roku                                      | –                             | –                               | Nominacja |
| 2015 | Grabby Award                       | Ulubiona gwiazda gejowskiego porno fanów Squirt.org | –                             | –                               | Nominacja |
| 2015 | Hookies International Escort Award | Najlepiej ubrany/Najlepszy styl                     | –                             | –                               | Nominacja |
| 2015 | XBIZ Award                         | Gejowski wykonawca roku                             | –                             | –                               | Nominacja |
| 2016 | Grabby Award                       | Najlepszy aktor                                     | His Sister’s Lover (2015)     | –                               | Nominacja |
| 2016 | Grabby Award                       | Najgorętsza zmiana pozycji                          | His Sister’s Lover (2015)     | Wolf Hudson                     | Nominacja |
| 2016 | Grabby Award                       | Ulubiona gwiazda gejowskiego porno                  | –                             | –                               | Nominacja |
| 2016 | Grabby Award                       | Najgorętszy aktyw                                   | –                             | –                               | Nominacja |
| 2016 | Grabby Award                       | Najgorętszy penis                                   | –                             | –                               | Nominacja |